# کارا-کودیور
کارا-کودیور (به لاتین: Kara-Kudyur) یک منطقهٔ مسکونی در روسیه است که در جمهوری آلتای واقع شده‌است.